# Belagerung von Bilar
Die Belagerung von Bilar fand im August 1236 statt. Auf ihrem Eroberungsfeldzug Richtung Westeuropa zerstörten die Mongolen die Hauptstadt der Wolgabulgaren und massakrierten die gesamte Bevölkerung.
Nach der Schlacht von Kernek 1223, der ersten großen Niederlage der Wolgabulgaren gegen die Mongolen, verstärkten die Einwohner von Bilar die Befestigungsanlagen mit einem elf Kilometer langen Wall aus Holzpalisaden und Steinmauern. Trotzdem gelang es nicht die mongolischen Invasoren aufzuhalten, nach 45 Tagen der Belagerung mussten sich die Verteidiger von Bilar der mongolischen Übermacht ergeben. Die gesamte Bevölkerung wurde nach der Eroberung massakriert und die Stadt niedergebrannt. Noch heute finden sich Überreste von Leichen der ehemaligen Einwohner im gesamten Stadtgebiet von Bilar.
Mit der Zerstörung der Hauptstadt waren die Wolgabulgaren faktisch besiegt, auch wenn sich einige Städte im Norden ihres Reiches nicht den Mongolen unterwarfen. Alle Versuche Bilar wieder aufzubauen schlugen fehl, auch weil die Hauptstadt in späteren Zeiten nach Bolgar verlegt wurde.